# Podział administracyjny Nepalu

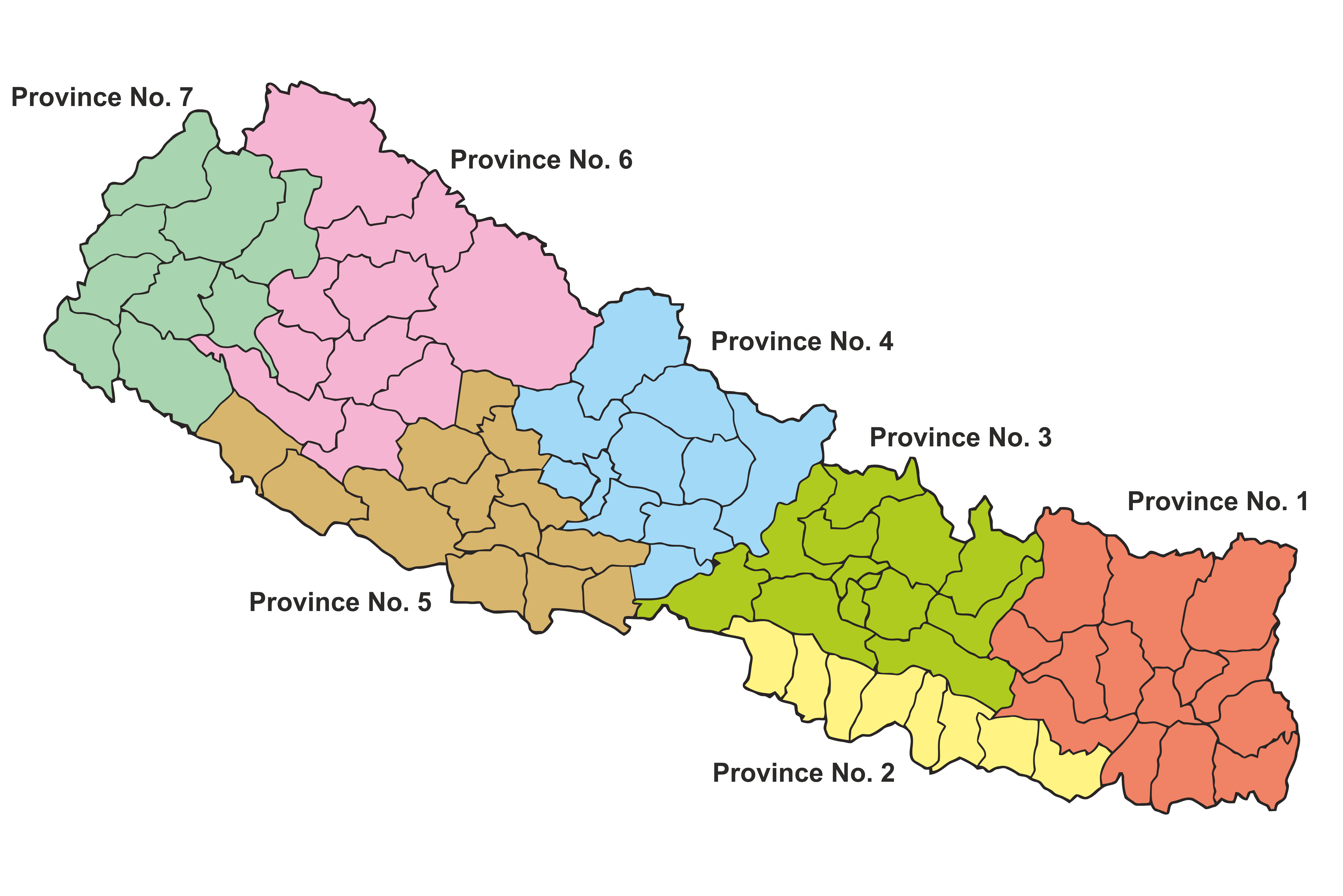
Podział administracyjny Nepalu na prowincje i dystrykty

Nepal zgodnie z wprowadzoną 20 września 2015 roku konstytucją jest państwem federalnym, administracyjnie podzielonym na 7 prowincji. Nazwy prowincji mają zostać ustalone w późniejszym czasie, tymczasowo stosowana jest dla nich numeracja od 1 do 7. 
Prowincje podzielone zostały na dystrykty. Z 75 istniejących w kraju dystryktów 3 zostały podzielone pomiędzy dwie prowincje – po ostatecznym ustaleniu ich granic i ukonstytuowaniu się ich władz, części podzielonych dystryktów staną się osobnymi dystryktami, a ich ogólna liczba w Nepalu wyniesie 78. 
Najniższą jednostką administracyjną w dystrykcie jest gaun wikas samiti (pol. „komitet rozwoju wsi”) dla obszarów wiejskich lub municipality dla obszarów miejskich. W Nepalu jest 58 jednostek typu municipality i 3915 gaun wikas samiti. Obie te jednostki dzielą się dalej na dziewięć wards („oddziałów”) każda, jednak w municipality może być ich więcej jeśli liczba ludności jest wyższa. Poszczególne wsie, osady i inne skupiska ludności, które wchodzą w skład VDC mogą, ale nie muszą, pokrywać się swoimi granicami z przebiegiem wards.
Do 2015 roku Nepal dzielił się na 5 regionów (nep. विकास क्षेत्र), które dzieliły się z kolei na 14 stref administracyjnych (nep. अञ्चल), a te na 75 dystryktów (nep. जिल्ला).